# Mortons Gap
Mortons Gap é uma cidade localizada no estado americano de Kentucky, no Condado de Hopkins.

## Demografia
Segundo o censo americano de 2000, a sua população era de 952 habitantes.
Em 2006, foi estimada uma população de 953, um aumento de 1 (0.1%).

## Geografia
De acordo com o United States Census Bureau tem uma área de
2,5 km², dos quais 2,5 km² cobertos por terra e 0,0 km² cobertos por água.

## Localidades na vizinhança
O diagrama seguinte representa as localidades num raio de 12 km ao redor de Mortons Gap.